# Радгосп імені Леніна (Калузька область)
Радгосп імені Леніна (рос. Совхоз имени Ленина) — село в Дзержинському районі Калузької області Російської Федерації.
Населення становить 545 осіб. Входить до складу муніципального утворення Село Радгосп імені Леніна.

## Історія
Від 2004 року входить до складу муніципального утворення Село Радгосп імені Леніна.

## Населення
| 2002 | 2010 |
| ---- | ---- |
| 669  | ↘545 |